# Raymond Patriarca Sr.
Raymond Loreda Salvatore Patriarca Sr. (Worcester, 18 marzo 1908 – North Providence, 11 luglio 1984) è stato un mafioso statunitense, di origini italiane.
Fu uno dei celebri delinquenti di Rhode Island, nonché capo della famiglia Patriarca, potente organizzazione criminale. Patriarca diventò famoso negli Stati Uniti in quanto faceva parte di una delle famiglie più delittuose del paese.

## Biografia
Nato da genitori immigranti italiani, Patriarca fu accusato numerose volte per vari crimini già in età adolescenziale come il dirottamento di un aereo, rapine a mano armata, furti di autoveicoli e omicidi.
Presto fu nominato "Nemico Pubblico N.ro 1" e scontò molti mesi di carcere prima di essere rilasciato nel 1938. Patriarca continuò ad ampliare la sua popolarità durante gli anni quaranta e, dopo l'abbandono dalla città da parte di Philip Bruccola nel 1950, Patriarca assunse il controllo delle prime operazioni criminali nella città di Boston. Il regno di Patriarca come leader era piuttosto brutale e spietato; fu persino accusato di aver ordinato ad un anziano mafioso di uccidere il suo proprio figlio allo scopo di guadagnare denaro.
Patriarca richiese come riscatto la somma di 22.000 dollari dopo che le autorità federali riuscirono a fermare un dirottamento di un aereo ideato proprio da Patriarca. In seguito Patriarca si introdusse anche nelle guerre di quartiere tra la Charlestown Mob e la Winter Hill Gang, dove annunciò l'omicidio di Bernard McLaughlin.
L'11 luglio 1984, verso le 11:30 di mattina, presso North Providence, Rhode Island, Patriarca venne colto da un infarto nella casa della sua compagna di allora e morì nonostante i tentativi di rianimazione.